# Sommery
Sommery là một xã thuộc tỉnh Seine-Maritime trong vùng Normandie miền bắc nước Pháp.

## Dân số
| 1962                                              | 1968 | 1975 | 1982 | 1990 | 1999 | 2006 |
| ------------------------------------------------- | ---- | ---- | ---- | ---- | ---- | ---- |
| 688                                               | 735  | 665  | 619  | 583  | 645  | 706  |
| Starting from 1962: Population without duplicates |      |      |      |      |      |      |